# Tömörkény, Csongrád
Tömörkény  este un sat în districtul Csongrád, județul Csongrád, Ungaria, având o populație de 1.790 de locuitori (2011). 

## Demografie
Componența etnică a satului Tömörkény
     Maghiari (98,67%)
     Alții (1,33%)
Componența confesională a satului Tömörkény
     Fără religie (8,38%)
     Reformați (2,57%)
     Atei (1,01%)
     Necunoscută (87,82%)
     Luterani (0,22%)
     Alte religii (0,22%)
Conform recensământului din 2011, satul Tömörkény avea 1.790 de locuitori. Din punct de vedere etnic, majoritatea locuitorilor (98,67%) erau maghiari. Nu există o religie majoritară, locuitorii fiind persoane fără religie (8,38%), reformați (2,57%) și atei (1,01%). Pentru 87,82% din locuitori nu este cunoscută apartenența confesională.